# Sân bay quốc tế Rajiv Gandhi

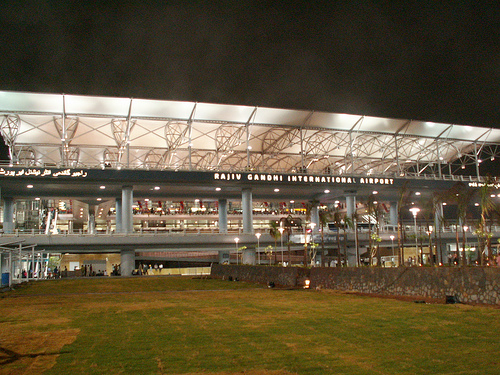
Cổng đưa đón khách

Sân bay quốc tế Rajiv Gandhi, trước đây được gọi là Sân bay Hyderabad Mới, đang được xây dựng gần Shamshabad cách thành phố khoảng 30 km để phục vụ cho Hyderabad, Ấn Độ. Sân bay này sẽ thay thế sân bay hiện nay Sân bay Begumpet. Sân bay này theo tiến độ sẽ khai trương năm 2008, là một dạng công-tư liên doanh trong lĩnh vực hạ tầng sân bay thứ hai tại Ấn Độ, dựa sn kia ở Bangalore.
Sân bay mới của Hyderabad được xây dựng bởi Công ty TNHH Sân bay Hyderabad (HIAL), một hợp danh giữa Tập đoàn GMR (một tập đoàn hạ tầng/xây dựng Ấn Độ), Công ty Malaysia: Malaysian Airport Holdings Berhad, Cục Sân bay Ấn Độ (đại diện cho Chính quyền Trung ương), và chính quyền bang Andhra Pradesh (nay do chính quyền bang Telangana quản lý).
Sân bay mới này khi hoàn thành sẽ đáp ứng nhu cầu phục vụ các máy bay lớn và các tuyến quốc tế. Giai đoạn đầu sẽ có năng lực phục vụ 10,2 triệu khách mỗi năm và giai đoạn cuối là 50 triệu khách mỗi năm. Tổng mức đầu tư là Rs 1.330 karor. Sân bay này được xây dựng trên một diện tích 5400 mẫu, có khả năng phục vụ máy bay khổng lồ hai tầng Airbus A380. Có một số tranh cãi trong việc đặt tên sân bay này vì hiện hai nhà ga hành khách của Sân bay Begumpet đã được đặt tên Rajiv Gandhi, cố thủ tướng Ấn Độ avf tên Nandamuri Taraka Rama Rao (cũng được gọi là NTR), một diễn viên chuyển qua làm nhà chính trị, là Thủ hiến bang. Tuy nhiên, chính phủ Ấn Độ đã quyết định đặt tên sân bay chỉ theo Rajiv Gandhi năm 2005.